# Yab-Alaha III
Yab-Alaha III (1245 – Maraga, 13 novembre 1317) è stato un vescovo cristiano orientale siro, metropolita della Cina e patriarca della Chiesa d'Oriente dal 1281 al 1317.

## Le fonti
La sua vita è conosciuta da un testo anonimo coevo in siriaco, la Storia di Mar Yab-Alaha e di Rabban Sawma, ritrovato vicino a Urmia nel XIX secolo dal missionario americano Isaac Hollister Hall, e pubblicato dallo studioso lazzarista Paul Bedjan. Si tratta di una storia in tre parti che racconta la giovinezza dei due protagonisti fino all'elezione di Yab-Alaha III, poi l'ambasciata in Europa di Rabban Sawma secondo il resoconto fatto da quest'ultimo in persiano, in parte riprodotto testualmente, ed infine gli eventi che segnarono il patriarcato di Yab-Alaha III fino alla sua morte, avvenuta il 13 novembre 1317. Il testo fu scritto tra quest'ultima data e il 1319, anche se molto probabilmente, alcune parti furono redatte «via via che gli eventi si svolgevano», dunque ancora vivente il patriarca.
Le altre due fonti principali sono il Chronicon ecclesiasticum di Barebreo, e il Libro dei Misteri di Sliwa bar Yuhanna.

## Biografia

### Gioventù
Nato a Kosang nei pressi Khanbaliq, l'odierna Pechino, con il nome di Marco nel 1245, era cristiano nestoriano di nascita, figlio minore di Bainiel, arcidiacono. Apparteneva ad un gruppo etnico turco-mongolo, probabilmente gli Ongüt. Nel colophon di un manoscritto siriaco orientale del 1301 è chiamato con il nome di Yab-Alaha bar Turkaye, ossia Yab-Alaha il Turco.
Desiderando farsi monaco, si pose sotto la direzione di Rabban Sawma, cristiano della sua stessa etnia, figlio di un “periodeuta”, ossia di un visitatore ecclesiastico della comunità cristiana di Pechino. Marco ricevette la tonsura nel 1263 da Nestorio, metropolita di Pechino. Il maestro e il suo discepolo decisero di recarsi in pellegrinaggio in Occidente, prima a Baghdad presso il Catholicos della loro Chiesa, e poi a Gerusalemme.
A Maraga incontrarono il patriarca Mar Denha I, il quale decise di consacrare Marco, metropolita della Cina settentrionale e del paese degli Ongüt, e di nominare Rabban Sawma visitatore generale per tutte le province dell'Oriente. Ma il loro ritorno in Cina fu impedito da una situazione travagliata e difficile. I due decisero perciò di stabilirsi in un monastero vicino a Urmia.
Dopo la morte di Mar Denha I, avvenuta il 24 febbraio 1281, Marco si recò a Baghdad per assistere all'elezione del suo successore. Su di lui si concentrarono i voti del sinodo. Conosceva però poco il siriaco, lingua della liturgia, e l'arabo, e le sue conoscenze religiose erano di basso livello. Secondo il suo biografo e Barebreo, la scelta fu favorita dal fatto che Marco era di lingua mongola, la stessa dei nuovi padroni della Mesopotamia, che regnavano su Baghdad, e questo avrebbe favorito i rapporti tra la Chiesa d'Oriente e il governo. Marco prese il nome di Yab-Alaha, che significa "Dio ha dato".

### Patriarcato

#### Periodo favorevole
L'Īlkhān Abaqa accolse con soddisfazione l'elezione di un uomo della sua razza, approvò la scelta del sinodo e gli concesse il diploma ufficiale di riconoscimento del suo ufficio. Il 2 novembre 1281 Yab-Alaha fu consacrato, come tutti i suoi predecessori, nella cattedrale di Mar Mari a Koké, sul sito che un tempo si chiamava Seleucia-Ctesifonte, ma che in epoca araba divenne al-Mada'in. Stabilì la sede del suo patriarcato a Maraga, una delle capitali dell'Ilkhanato.
Abaqa, filocristiano, morì l'anno successivo. Il suo fratello minore e successore, Tekuder, si convertì all'Islam sotto il nome di Ahmad; ma il suo potere fu contestato da Arghun, figlio di Abaqa. Denunciato da due suoi vescovi come sostenitore di Arghun, il patriarca fu incarcerato per quaranta giorni; la madre cristiana dell'ilkhan, Doquz Khatun, lo fece rilasciare. Tekuder fu assassinato il 10 agosto 1284 e Arghun gli succedette.
Il nuovo regno fu una delle epoche più prospere nella storia della Chiesa d'Oriente. Mai un Catholicos aveva ricevuto tanto onore; secondo il cronista Sliwa, "godeva di gloria e potere più di chiunque altro prima di lui, tanto che i mongoli, gli ilkhan e i loro figli si scoprirono il capo e si inginocchiarono davanti a lui, i suoi ordini furono eseguiti in tutti i regni d'Oriente e i cristiani furono elevati al suo tempo a grande onore e grande potere".
Arghun voleva utilizzare i cristiani nestoriani per negoziare un'alleanza con gli europei contro i mamelucchi. Una prima ambasciata fu inviata nel 1285 a papa Onorio IV, guidata dal cristiano mongolo ʿIsā. Quindi, Yab-Alaha propose di affidare la missione al suo maestro Rabban Sawma, che, tra il 1287 e il 1288, visitò le principali capitali europee. Al suo ritorno riportò per il catholicos, da parte di papa Niccolò IV, una tiara, un anello e una lettera di riconoscimento della sua autorità patriarcale. Rabban Sawma divenne quindi cappellano dell'Ordu (ossia la corte dell'ilkhan), a Tabriz, dove fu eretta una tenda-cappella cristiana.

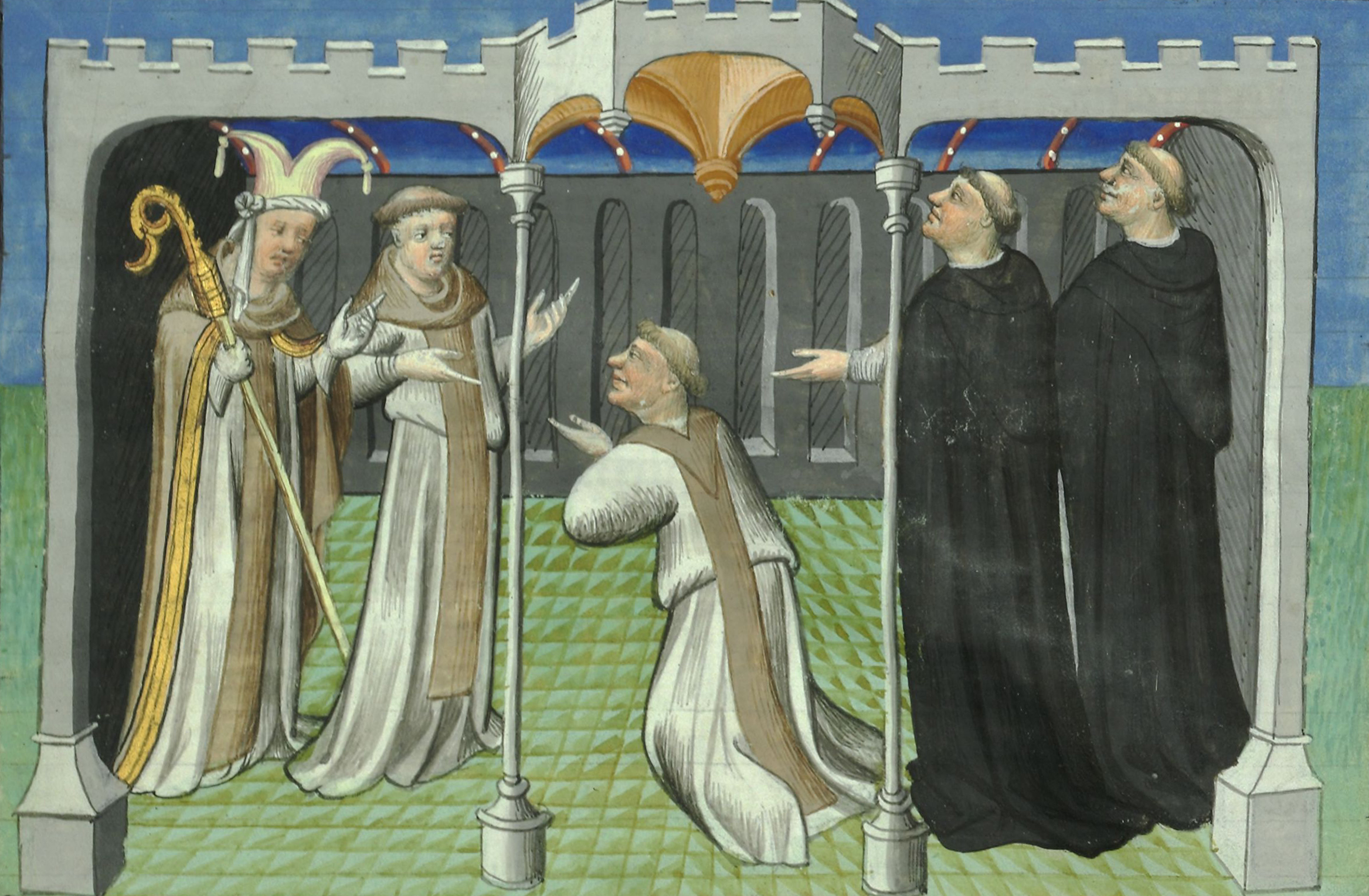
Miniatura del XV secolo raffigurante Riccoldo da Monte di Croce in visita presso Yab-Alaha III.

Nel 1290, Yab-Alaha ricevette il domenicano fiorentino Riccoldo da Monte di Croce. Secondo il racconto del monaco italiano, egli indusse il capo della Chiesa d'Oriente a negare la dottrina di Nestorio, scatenando l'ira dei vescovi presenti, i quali però finirono per riconoscere che il Nestorianesimo era sì un'eresia, ma che non potevano dirlo pubblicamente per paura delle reazioni dei fedeli.
All'inizio del suo patriarcato, Yab-Alaha conobbe il mafriano Barebreo, anch’egli residente a Maraga. Scrive quest'ultimo: «[Yab-Alaha] era un uomo naturalmente buono, che testimoniò a noi e al nostro popolo [i cristiani giacobiti] molta carità». Quando morì a Maragha il 29 luglio 1286, fu il patriarca a organizzare i funerali, con soddisfazione della comunità giacobita, secondo la testimonianza di Bar Sauma, fratello e successore di Barebreo.
Gli anni del regno di Arghun furono però oscurati, per i cristiani nestoriani, dagli eventi violenti avvenuti nella regione di Mosul e di Erbil, le loro principali roccaforti, dove furono scatenate persecuzioni nei confronti dei cristiani.
Arghun morì nel 1291; gli succedette il fratello Gaykhatu, che rimosse la cappella cristiana dalla corte di Tabriz. Per questo motivo Rabban Sawma lasciò la corte per costruire una chiesa a Maraga. Nel 1294 Yahballaha III intraprese, nella stessa città, la costruzione di una nuova residenza patriarcale, il convento di San Giovanni Battista.
Il 24 marzo 1295 Gaykhatu fu assassinato, sostituito dal cugino Baydu. Questi fu innanzitutto un filocristiano: ristabilì la tenda-cappella di corte e finanziò la ricostruzione delle chiese. Ma il suo regno durò solo 6 mesi, fu messo in fuga da Ghazan Khan, figlio di Argun.

#### Persecuzioni
Il nuovo regno, sotto l'egida dell'emiro Nowrouz, primo ministro, fu un periodo di persecuzione per i non musulmani: Nowrouz rese l'Islam l'unica religione tollerata e ordinò la distruzione di tutti gli edifici religiosi diversi dalle moschee (chiese, sinagoghe e pagode buddiste). Dalla fine del 1295, Yab-Alaha fu imprigionato due volte e torturato per costringerlo ad abiurare. Riuscì a fuggire, ma questa fuga causò un aumento delle persecuzioni contro i cristiani. Intorno alla Pasqua del 1296, Ghazan prese misure di tolleranza verso i cristiani, ma i rapporti tra il sovrano e il leader religioso nestoriano rimasero sempre molto tesi.

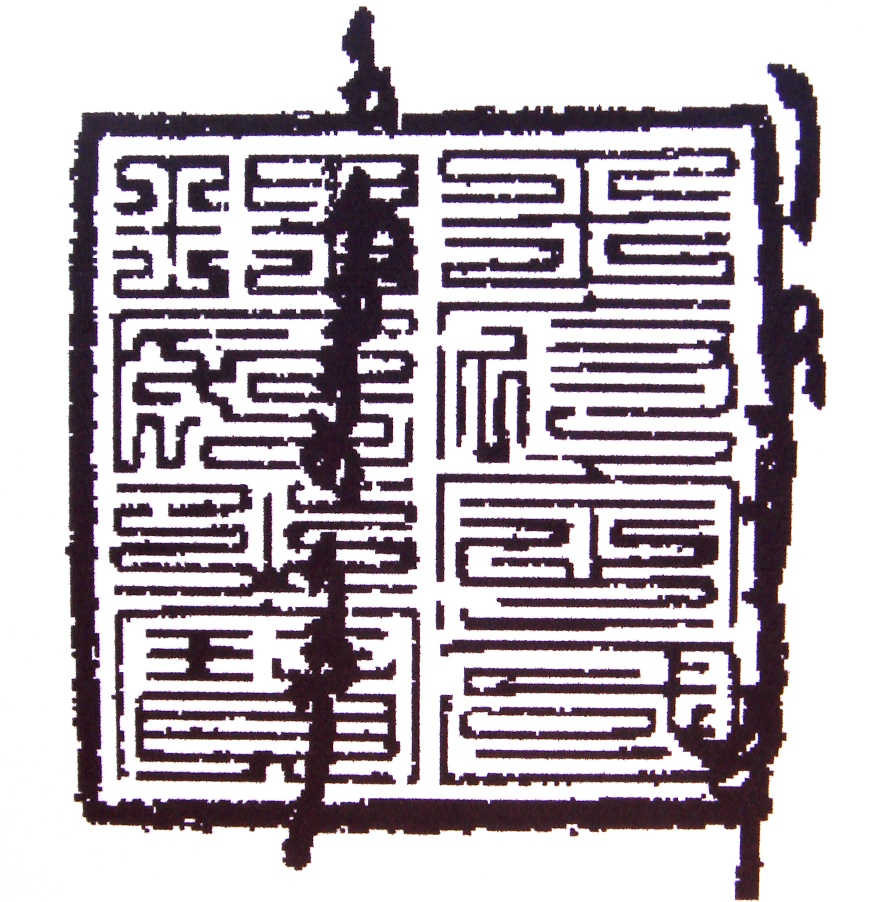
Sigillo di Ghazan Khan in calce alla sua lettera del 1302 a papa Bonifacio VIII.

Nel 1301, Yab-Alaha inaugurò la sua nuova residenza-convento a Maraga. Nel 1302 Ghazan inviò il cristiano Saad al-Din in ambasciata presso papa Bonifacio VIII, e il patriarca gli affidò una lettera in cui esprimeva chiaramente il suo desiderio di unione delle Chiese. In un'altra lettera, scritta a Maraga nel mese di maggio 1304, diede il suo consenso alle proposte di unione e fece una professione di fede cattolica dettata senza dubbio da Giacomo di Arles-sur-Tech, superiore dei domenicani a Maraga; tuttavia, riconobbe di non avere autorità sufficiente sui suoi vescovi per imporre l'unione.
Ghazan morì nel 1304, sostituito dal fratello Oljeitu, che era stato battezzato con il nome di Nicola, ma si era poi convertito all'Islam ed era diventato chiaramente ostile al cristianesimo. Le vessazioni subite indussero ben presto Yab-Alaha a lasciare Maraga per rifugiarsi nella cittadella di Erbil, dove fece costruire una residenza nel 1306. Nel 1310, Oljeitu impose ai cristiani di abbandonare la cittadella di Erbil; il patriarca decise di arrendersi, ma questo suo atteggiamento conciliante gli attirò l'opposizione dei cristiani più intransigenti, che minacciarono di morte il loro patriarca. In realtà, la resa costò comunque cara ai cristiani: il 4 luglio 1310 le truppe mongole invasero la città o massacrarono tutti gli uomini e deportarono in schiavitù le donne e i bambini. Fu la fine della comunità cristiana di Erbil. Lo stesso patriarca si salvò dall'eccidio grazie alla protezione del potente emiro Chupan.
Profondamente devastato dalla tragedia, Yab-Alaha trascorse gli ultimi anni della sua vita ritirato nella sua residenza-convento a Maraga. Morì il 13 novembre 1317, dopo aver ricoperto la carica per 36 anni. Dopo la morte dell'emiro Chupan (1327), la situazione dei cristiani peggiorò nuovamente e il convento di San Giovanni Battista di Maraga fu confiscato e trasformato in moschea. I resti di Yab-Alaha III furono trasferiti nel convento di San Michele, vicino a Erbil.